# Pošumljavanje
Pošumljavanje (tkđ. reforestacija), veštačko je podizanje šuma sadnjom sadnica ili sjetvom sjemena na površinama koje su dugo bile bez šume.

## Načini pošumljavanja
Dva osnovna načina pošumljavanja su sjetva sjemena i sadnja biljaka. Pošumljavanje sjetvom sjemena sve se manje provodi zbog naročite prednosti drugog metoda.

### Pošumljavanje sadnicama
- Sadnja biljaka s golim korijenom: Koriste se sadnice izvađene iz rasadnika ili šume, čiji korijen nije obložen tlom. Biljkama se prije sadnje odreže suviše dugačak korijen. Kod većine bjelogoričnih sadnica s jače razvijenom krošnjom, osim korijena, vrši se i redukcija krošnje. Kod sadnica crnogoričnih vrsta, mora se pažljivo postupati jer su osjetljive na rezanje korijena i krošnje. Biljke s golim korijenom sade se za vrijeme mirovanja vegetacije u jesen ili u proljeće.
- Sadnja biljaka s busenom (sa obloženim korijenom): Koriste se sadnice s busenom s kojim su izvađene iz rasadnika ili su uzgojene u posebnim posudama (kontejnerima). Biljkama s obloženim korijenom se ne oštećuje korijen vađenjem. Zaštićen je pri transportu i sadnji, veliki je postotak primanja kod sadnje, nema šoka kod presadnje i dr. Takvim načinom mogu se uzgojiti biljke u vrlo kratkom roku.

#### Prostorni raspored
Biljke se na terenu sade u pravilnom ili nepravilnom prostornom rasporedu.
Pravilni raspored primjenjuje se svuda gdje je to moguće. Može biti trougaon, četvorougaon, šestorougaon itd. Takva sadnja ima prednost jer je kasnije olakšano njegovanje.

#### Različiti načini sadnje
- Sadnja u jame: Najduže se koristi. Jame se kopaju ručno ili mašinski. Uobičajene dimenzije jame su 40×40×40 cm. Prilikom sadnje jednom rukom sadnica se spusti u jamu nešto niže, a drugom se rukom korijen zasipa tlom uz polagano povlačenje biljke prema gore. Na taj način korijen zauzme svoj najbolji položaj. Za one vrste drveća koje nemaju žilu srčanicu (glavni korijen) nego čupavi plitki korijen (npr. smreka), sadnja se obavlja na humku napravljenom u jami. Tako korijen sadnice zauzima normalan položaj, što utiče na bolje primanje sadnica.
- Sadnja u zasjeke i jamice: Koristi se na rahlim tlima koja nisu jako zakorovljena. Ako se sadi u zasjeke, upotrebljavaju se klinolike lopate, motike ili specijalno napravljeni mačevi. Ako se sadi u jamice, upotrebljavaju se drvene sadiljke.
Na zemljištima koja nisu jako zakorovljena može se obavljati pošumljavanje kosom sadnjom u zasjeke pod motiku. Biljke se za kratko vrijeme isprave i ne pokazuju nikakav zastoj u razvoju ako se uporede sa uspravno zasađenim biljkama.
- Sadnja na humke i nasipe: Koristi se na terenima koji su više mokri i zakorovljeni. Nasipi i humci rade se ručno ili mehanizacijom. Obično se izrađuju nekoliko mjeseci prije sadnje.
- Sadnja u jarke: Koristi se na terenima koji su siromašni oborinama, a jarci služe da se u njima zadrži što više vlage. Dubina jaraka iznosi 20—30 cm, a širina 30—40 cm. Na terenima koji su izloženi jakim vjetrovima poželjne su još veće dimenzije jarka.

## Spoljašnje veze
- Reforestacija Amazonije (jezik: engleski)
- Informacije o pošumljavanju (jezik: engleski)